# Бореальна мова
Бореальна мова (borealis, тобто північний; від дав.-гр. Βορέας — північ; від Борей – в давньогрецькій міфології бог північного вітру; в даному випадку стосовно до Північній півкулі) — термін лінгвіста Н. Д.Андрєєва, що характеризує стан ряду моваов часів мезоліта Європи. Бореальним називають гіпотетичний прамова, від якого походять індоєвропейські, Уральські і алтайські мови (таким чином, об'єднуються в макросім'я), або древній мовний союз, що зумовив схожість базової лексики і синтаксиса цих мовних сімей . Гіпотезу н.Д. Андрєєва не слід плутати з теорією Борейские языки С.А. Старостіна, яка передбачає єдність більш широкої групи мов. Теорія Андрєєва викладена в його монографії «Ранньоіндоєвропейська прамова» (л., 1986) і ряді статей (дивись бібліографію). Розвинена на археологічних матеріалах в роботах Н. А. Ніколаєвої і В. А. Сафронова.

## Археологічна прив'язка бореальної мови
Н.А. Ніколаєва і В. А. Сафронов пов'язують феномен бореальної мови з розвитком свідерської археологічної культури і близьких їй культур. Відокремлення праіндоєвропейської гілки автори пов'язують з міграцією від Прикарпаття в Анатолію в 10—9-м тисячоліттях до н. е.

## Дивіться також
- Индо-уральская гипотеза[ru]
- Ностратичні мови
- Борейские языки[ru]